# Konthagodanahalli, Hassan
Konthagodanahalli là một làng thuộc tehsil Hassan, huyện Hassan, bang Karnataka, Ấn Độ.